# Produit (catégorie)
Pour les articles homonymes, voir Produit.
En mathématiques, plus précisément dans la théorie des catégories, le produit d'une famille d'objets d'une catégorie est la généralisation de plusieurs concepts de produit en mathématiques comme le produit cartésien d'ensembles, le produit direct de groupes ou d'anneaux, ou encore le produit d'espaces topologiques.
En terme catégorique, le produit est sa limite, lorsqu'elle existe. Il est donc caractérisé par une propriété universelle ou de manière équivalente comme foncteur représentable.

## Définition

### Produit de deux objets
Considérons une catégorie {\displaystyle {\mathcal {C}}}. On considère deux objets {\displaystyle X_{1}} et {\displaystyle X_{2}} dans {\displaystyle {\mathcal {C}}}. Un produit de {\displaystyle X_{1}} et {\displaystyle X_{2}} est la donnée d'un objet {\displaystyle X_{1}\times X_{2}} et deux morphismes {\displaystyle \pi _{1}:X_{1}\times X_{2}\to X_{1}} et {\displaystyle \pi _{2}:X_{1}\times X_{2}\to X_{2}} qui satisfait la propriété universelle suivante :
- Pour tout objet {\displaystyle Y} et tous morphismes {\displaystyle f_{1}:Y\to X_{1}} et {\displaystyle f_{2}:Y\to X_{2}}, il existe un unique morphisme {\displaystyle f:Y\to X_{1}\times X_{2}} tel que le diagramme suivant commute :

Le produit n'existe pas forcément. Son existence dépend de{\displaystyle X_{1}}, {\displaystyle X_{2}} et de la catégorie {\displaystyle {\mathcal {C}}} dans laquelle on travaille. S'il existe, le produit est unique à un isomorphisme canonique près. On dira bien « le » produit de {\displaystyle X_{1}} et {\displaystyle X_{2}} et non pas « un » produit.
Les morphismes {\displaystyle \pi _{1}} et {\displaystyle \pi _{2}} sont les projections canoniques.

### Produit d'une famille
Maintenant que l'on a vu le produit de deux objets, on donne la définition du produit d'objets indicés par un ensemble {\displaystyle I}. Considérons {\displaystyle (X_{i})_{i\in I}} une famille d'objets de {\displaystyle {\mathcal {C}}}. Un produit de {\displaystyle (X_{i})_{i\in I}} est un couple {\displaystyle (X,(\pi _{i})_{i\in I})}, où X est un objet de {\displaystyle {\mathcal {C}}} et {\displaystyle (\pi _{i})_{i\in I}} une famille de morphismes {\displaystyle \pi _{i}:X\to X_{i}}, qui satisfait la propriété universelle suivante :
- pour tout objet Y de {\displaystyle {\mathcal {C}}} et pour toute famille {\displaystyle (f_{i})_{i\in I}} de morphismes {\displaystyle f_{i}:Y\to X_{i}}, il existe un unique morphisme {\displaystyle f:Y\to X} tel que pour tout indice {\displaystyle i}, on ait {\displaystyle \pi _{i}\circ f=f_{i}}. Autrement dit, le diagramme suivante commute :

Si un tel couple {\displaystyle (X,(\pi _{i})_{i\in I})} existe, on dit que c'est un produit des {\displaystyle (X_{i})_{i\in I}}. Par abus de langage, on omet souvent les morphismes {\displaystyle \pi _{i}} et on dit plus simplement que {\displaystyle X} est un produit des {\displaystyle (X_{i})_{i\in I}}. 
Le produit est souvent noté {\displaystyle \prod _{i\in I}X_{i}}. Si {\displaystyle I=\{1,\ldots ,n\},} alors le produit est parfois noté {\displaystyle X_{1}\times \cdots \times X_{n}} et le produit de morphismes est noté {\displaystyle \langle f_{1},\ldots ,f_{n}\rangle .}
Les morphismes {\displaystyle \pi _{i}} sont appelés les projections canoniques et les morphismes {\displaystyle f_{i}} les composantes de {\displaystyle f}.
Étant donné une catégorie {\displaystyle {\mathcal {C}}} et une famille {\displaystyle (X_{i})_{i\in I}} d'objets de {\displaystyle {\mathcal {C}}}, les couples {\displaystyle (Y,(\lambda _{i})_{i\in I})}, où Y est un objet de {\displaystyle {\mathcal {C}}} et {\displaystyle (\lambda _{i})_{i\in I}} une famille de morphismes {\displaystyle \lambda _{i}:Y\to X_{i}}, sont les objets d'une catégorie {\displaystyle {\mathcal {C}}'}, les morphismes (selon {\displaystyle {\mathcal {C}}'}) de l'objet {\displaystyle (Y,(\lambda _{i})_{i\in I})} vers l'objet {\displaystyle (Y',(\lambda '_{i})_{i\in I})} étant les morphismes (selon {\displaystyle {\mathcal {C}}}) f de Y dans Y' tels que, pour tout i, {\displaystyle \lambda '_{i}\circ f=\lambda _{i}} (le morphisme identité de {\displaystyle (Y,(\lambda _{i})_{i\in I})} dans la catégorie {\displaystyle {\mathcal {C}}'} étant le morphisme identité de Y dans la catégorie {\displaystyle {\mathcal {C}}}). La définition du produit revient alors à dire qu'un produit de la famille {\displaystyle (X_{i})_{i\in I}} d'objets de {\displaystyle {\mathcal {C}}} est un objet final de la catégorie {\displaystyle {\mathcal {C}}'}. Comme deux objets finaux d'une catégorie sont isomorphes dans cette catégorie, deux produits {\displaystyle (X,(\pi _{i})_{i\in I})} et {\displaystyle (X',(\pi '_{i})_{i\in I})} d'une même famille d'objets de {\displaystyle {\mathcal {C}}} sont toujours isomorphes dans {\displaystyle {\mathcal {C}}'}, donc, a fortiori, les «produits» X et X' sont isomorphes dans {\displaystyle {\mathcal {C}}}. Réciproquement, si X et X' sont deux objets isomorphes de {\displaystyle {\mathcal {C}}}, si X est un «produit» d'une famille d'objets de {\displaystyle {\mathcal {C}}}, alors X' est lui aussi un «produit» de cette famille. Tout ceci montre que le produit est défini à isomorphisme près.
Dans toute catégorie, le produit des {\displaystyle (X_{i})_{i\in I}}, lorsqu'il existe, représente le foncteur qui à un objet Y de C associe le produit cartésien {\displaystyle \prod _{i\in I}Hom(Y,X_{i})}.

## Produit et somme
La somme est la propriété duale du produit : la somme correspond au produit de la catégorie duale.

## Exemples
- Dans la catégorie des ensembles, le produit d'une famille d'ensembles est leur produit cartésien, muni des projections respectives.
- Le produit indexé par l'ensemble vide est l'objet final.
- Dans la catégorie des magmas, des monoïdes ou des groupes, le produit est le produit direct. Il se construit sur le produit cartésien des ensembles sous-jacents. Le produit commute donc avec le foncteur d'oubli.
- Lorsque A est un anneau commutatif, dans la catégorie des A-modules, le produit est le produit direct. La catégorie des K-espaces vectoriels ainsi que la catégorie des groupes commutatifs en sont des cas particuliers.
- Le produit d'une famille de corps (resp. corps commutatifs) n'existe pas forcément dans la catégorie des corps (resp. corps commutatifs). Par exemple, si K désigne un corps (commutatif) à 2 éléments et L un corps (commutatif) à 3 éléments, le produit de K et de L n'existe pas dans la catégorie des corps ni dans celle des corps commutatifs. En effet, les projections d'un tel produit M seraient respectivement des homomorphismes de M dans K et dans L. Or tout homomorphisme de corps est injectif, donc M serait isomorphe à la fois à un sous-corps d'un corps à 2 éléments et à un sous-corps d'un corps à 3 éléments, ce qui est impossible.
- Dans la catégorie des espaces topologiques, le produit s'obtient en construisant la topologie produit (topologie de la convergence simple) sur le produit cartésien.
- Le produit fibré est une version plus sophistiquée du produit.